# Komet (navire)
Pour les articles homonymes, voir Komet.
Le Komet est un bâtiment hydrographique et océanographique de l'Agence fédérale maritime et hydrographique allemande basée à Hambourg.

## Historique
Le navire a été construit au chantier naval Kröger de Schacht-Audorf. La pose de la quille a eu lieu le 12 septembre 1987, le lancement le 12 mars 1988. Sa marraine était Astrid Henke, l'épouse de l'ancien secrétaire d'État au ministère fédéral des Transports, Hans Jochen Henke. Il a été mis en service le 4 décembre 1998.

## Données techniques
Le navire est propulsé par un moteur électrique Lloyd Dynamowerke d’une puissance de 1,300 kW qui agit sur une hélice à pas fixe. Le navire atteint une vitesse de 13 nœuds. Trois générateurs diesel de 830 kW chacun sont disponibles pour l'alimentation du moteur de traction et du système électrique ainsi qu'un groupe électrogène de secours. Les moteurs fonctionnent maintenant avec du carburant synthétique GtL. Il ne contient pas de soufre, ce qui produit de meilleures émissions d'échappement que les carburants diesel classiques. Le navire est équipé d'un propulseur d'étrave avant d'une puissance de 1,000 kW et arrière de 125 kW. La coque du navire est renforcée par la glace. Le navire est classé dans la classe de glace "E". Il est équipé de différentes grues et treuils.

## Missions
Le navire est principalement utilisé pour l'arpentage dans la zone allemande des 12 milles et dans la zone économique exclusive allemande de la mer du Nord. Pour cela, le navire dispose d'équipements appropriés, et systèmes sonar. En outre, la comète est équipée de quatre bateaux topographiques, entièrement équipés d’échosondeurs et de systèmes d’acquisition de données permettant de fonctionner de manière autonome dans des eaux peu profondes (vasières . L'un des bateaux est également équipé d'un système de sondeur à écho pour la surveillance des fonds marins.
La comète a un rayon de déploiement de 5 400 milles marins et peut rester en mer jusqu’à 21 jours. À bord, il y a de la place pour 18 membres d'équipage et 6 scientifiques.

## Galerie

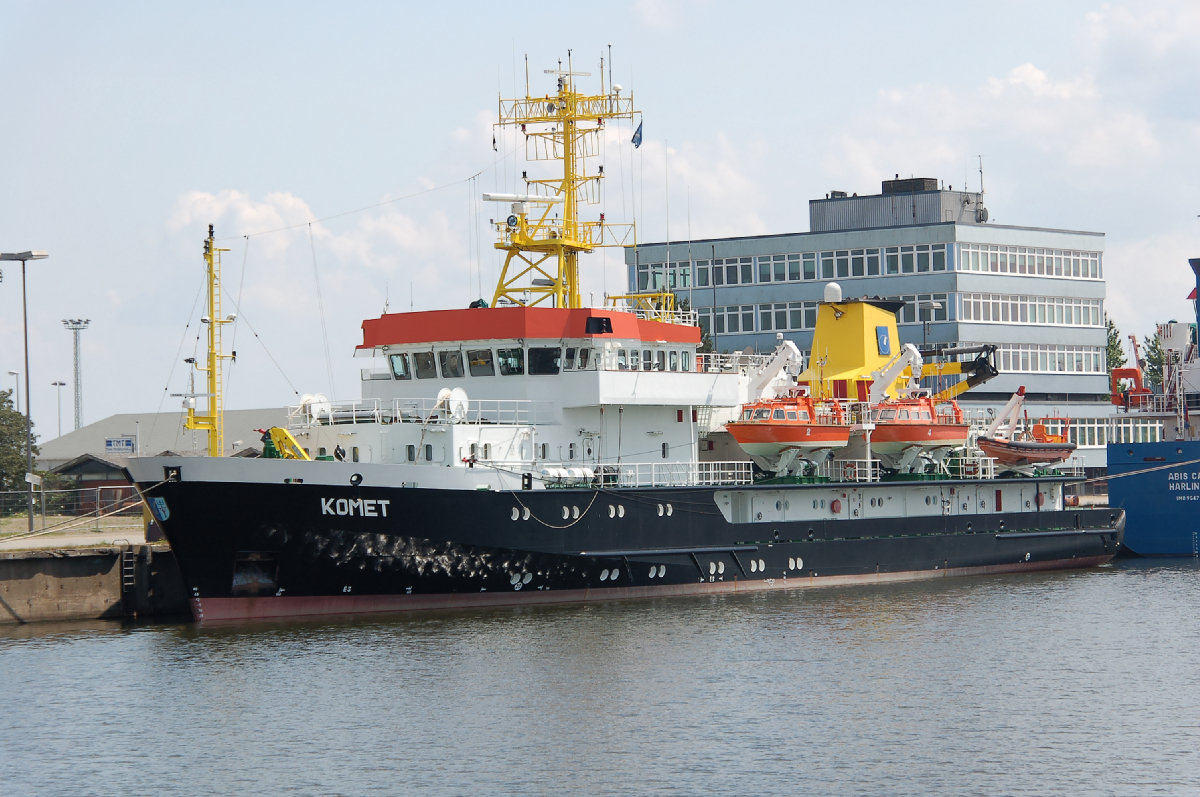
Komet
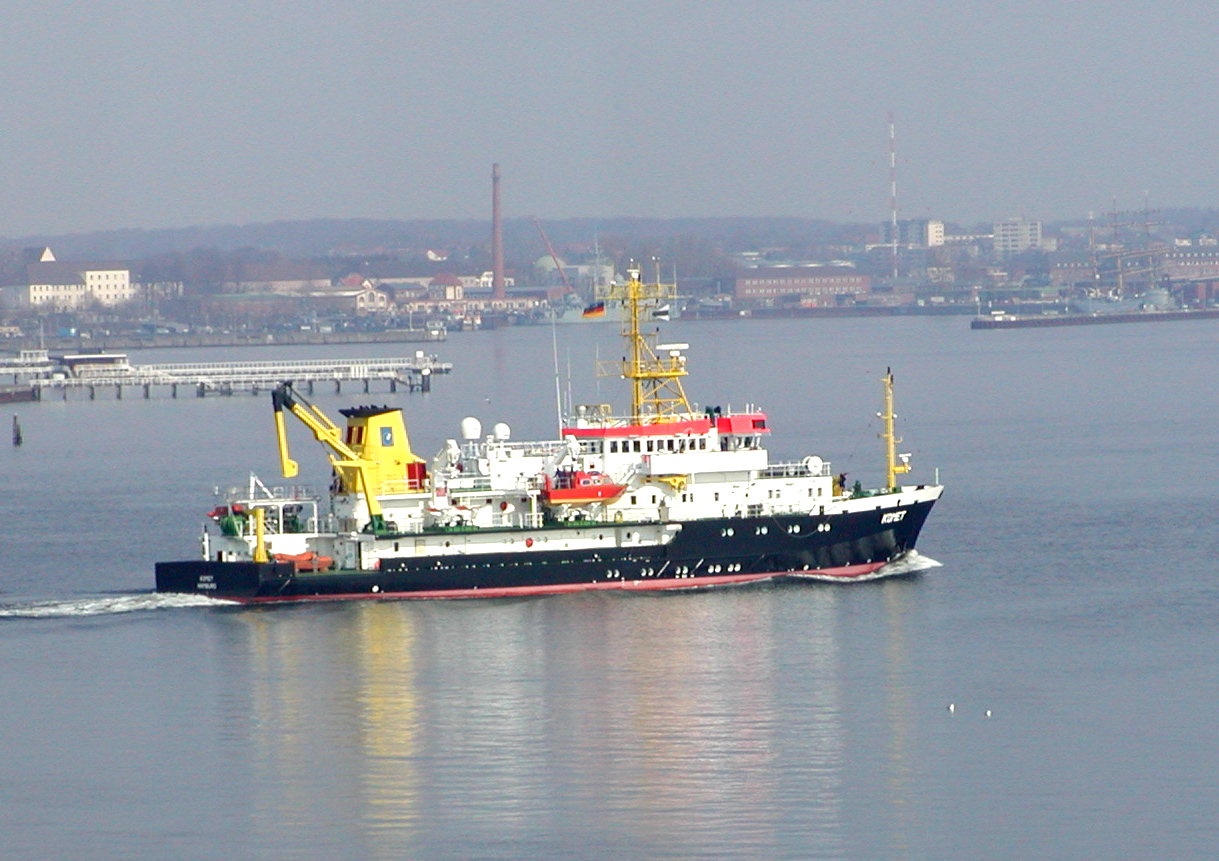
Komet

### Note et référence
- (de) Cet article est partiellement ou en totalité issu de l’article de Wikipédia en allemand intitulé « Komet (Schiff, 1998) » (voir la liste des auteurs).